# Cistite intersticial
Cistite intersticial ou Síndrome da Bexiga Dolorosa é uma inflamação da bexiga, causando sintomas urinários e dor pélvica crônica, na ausência de outras causas identificáveis.
Acomete cerca de 0,5% das mulheres e 0,1% dos homens. É mais comum em pessoas de origem judaica e raça branca. Existe associação de doenças reumatológicas como lupus, artrite reumatoide e poliarterite nodosa.

## Sinais e sintomas
É caracterizada clinicamente por dor pélvica (suprapúbica) intermitente, com intensidade variada, aumento da frequência e urgência urinária, hematúria e disúria sem evidência de infecção bacteriana e achados citoscópicos de fissuras e hemorragias pontilhadas (glomerulações) na mucosa da bexiga após distensão luminal.
A urgência miccional confunde-se com os sintomas da bexiga hiperativa. Uma diferença entre as duas condições clínicas é que na cistite intersticial a pessoa apresenta-se ansiosa para urinar devido à dor que sente quando a bexiga está cheia, enquanto na bexiga hiperativa a urgência acontece por medo de não conseguir reter a urinar a molhar a roupa. O aumento da frequência urinária leva a pessoa a urinar de 10 a 30 vezes por dia e de 5  a 15 vezes à noite. Pode-se observar hematúria.

## Causas
As causas da cistite intersticial são difíceis de identificar. Estudos indicam que a ruptura do epitélio vesical em sua camada (barreira hemato-urinária) composta de glicosaminoglicanos é o principal fator. Isto pode decorrer de insuficiente sulfatação dos polissacarídeos ou da presença na urina de aminas quaternárias, que inativam esses polissacarídeos.

## Diagnóstico
São critérios de exclusão aceitos: Frequência urinária diurna menor que 5 vezes. Urodinâmico com contrações não inibidas do detrusor, capacidade vesical maior que 350mL ou ausência de urgência com 150mL serve para descartar o diagnóstico. Ausência de noctúria e duração do quadro menor que 9 meses.
À cistoscopia com hidrodistensão (80 cm H2O) espera-se:   Petéquias – 10 por quadrante – ao menos 3 quadrantes , áreas hemorrágicas difusas, fissuras lineares, trabeculações, úlcera de Hunner  (10% das pacientes).
A cistoscopia é importante também para excluir infecção, tumor, prolapso e carcinoma vesical.

## Tratamento
O tratamento pode ser comportamental, medicamentoso ou cirúrgico. A escolha da melhor opção vai depender de cuidadosa avaliação médica.
É importante evitar cafeína, álcool, frutas cítricas e pimentas picantes, pois eles podem irritar a bexiga mais. Exercícios pélvicos Kegel, bolsa de água quente, redução do estresse, treinamento vesical e mais informações sobre essa cistite também podem ajudar.
Os medicamentos via oral podem ser analgésicos como ibuprofeno, o polisufato de pentosano sódico, antidepressivos tricíclicos ou anticonvulsivantes. Na cistite intersticial não é útil usar anti-histamínicos, nem antibióticos.
O tratamento medicamentoso tópico intravesical pode ser com dimetilsulfóxido ou com lidocaína. O tratamento círurgico é a hidrodistensão sob anestesia.